# Hikari Mitsushima

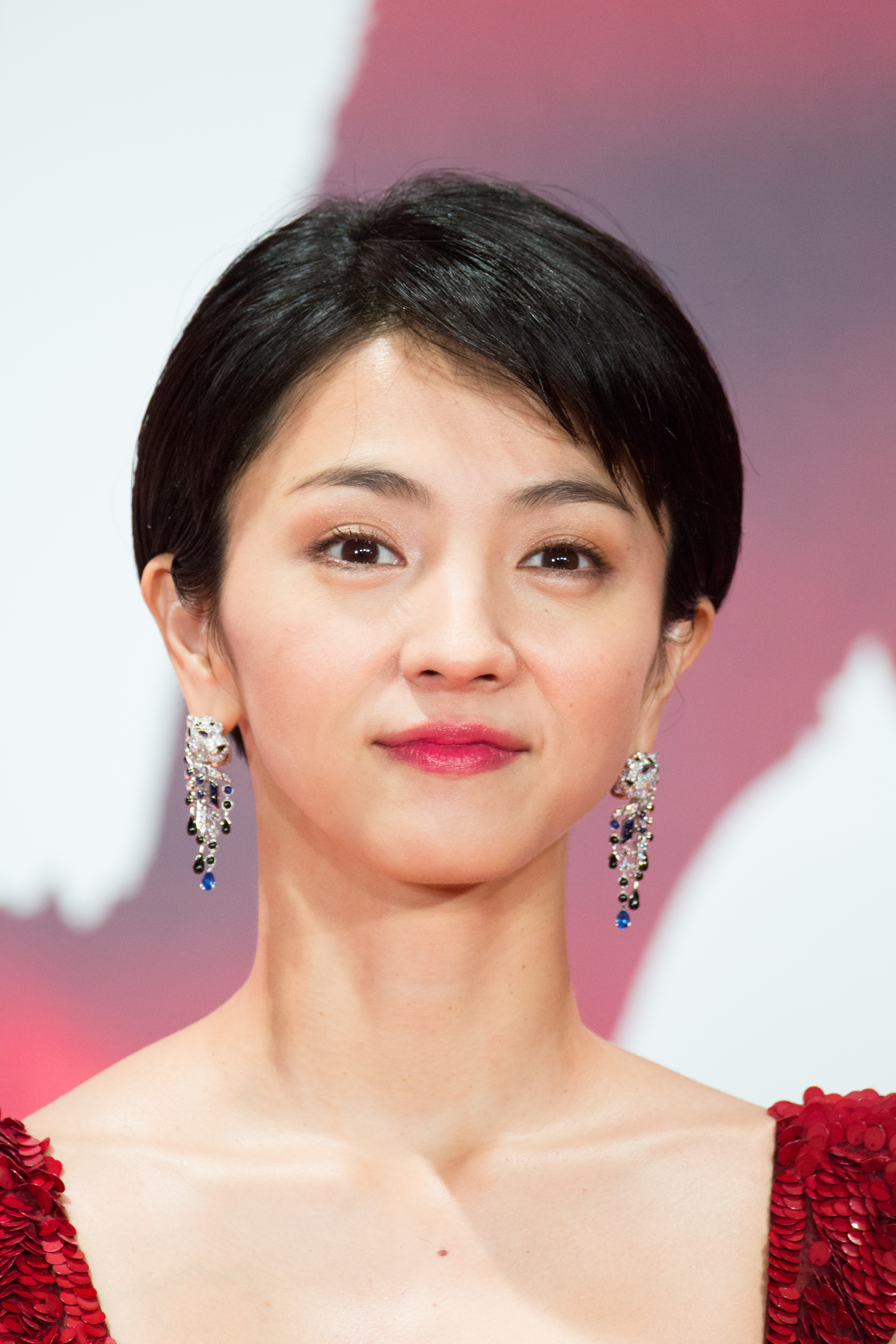
Hikari Mitsushima

Hikari Mitsushima (japanisch 満島ひかり, Mitsushima Hikari; * 30. November 1985 in Okinawa, Japan) ist eine japanische Schauspielerin.

## Leben
Hikari Mitsushima wurde vor allem mit den Spielfilmen Death Note und Love Exposure bekannt. In letzterem spielt sie die weibliche Hauptrolle Yōko, wofür sie beim Fantasia Film Festival 2009 den Preis in der Kategorie beste weibliche Darbietung (eng. best female performance) erhielt.
Im Jahr 2020 war er für die Erzählung von „Water for Life“ verantwortlich, einer Kampagne zur Unterstützung von WaterAid (ausgestrahlt vom Ad Council Japan).

## Filme (Auswahl)
- 1997: Rebirth of Mothra II (モスラ2 海底の大決戦, Mosura Tsū Kaitei no Daikessen)
- 2006: Death Note (デスノート, Desu nōto)
- 2006: Death Note 2: The Last Name (デスノート the Last name, Desu Nōto the Last name)
- 2007: Exte (エクステ, Ekusute)
- 2008: Kung Fu Girl (少林少女, Shōrin shōjo)
- 2008: 252: Signal of Life (252 生存者あり, Seizonsha ari: episode ZERO)
- 2009: Love Exposure (愛のむきだし, Ai no mukidashi)
- 2009: Pride (プライド, Puraido)
- 2009: Kakera (カケラ)
- 2010: Kuhio Taisa (クヒオ大佐)
- 2010: Shokudō katatsumuri (食堂かたつむり)
- 2010: Sawako Decides (川の底からこんにちは, Kawa no soko kara konnichi wa)
- 2010: Villain (悪人, Akunin)
- 2011: Hara-Kiri: Death of a Samurai (一命, Ichimei)
- 2011: Rabbit Horror 3D (ラビット・ホラー3D, Rabitto horā 3D)
- 2011: Smuggler (スマグラー -おまえの未来を運べ-, Sumagurā: Omoe no mirai o hakobe) (indiziert)[5]
- 2011: Love Strikes! (モテキ, Moteki)
- 2011: Sayonara bokutachi no yōchien　(さよならぼくたちのようちえん) – Dorama
- 2012: A Chorus of Angels (北のカナリアたち, Kita no kanaria-tachi)
- 2013: Summer' End (夏の終り, Natsu no Owari)
- 2014: Hello! Junichi (ハロー！純一, Hallo! Junichi)
- 2015: Kakekomi (駆込み女と駆出し男, Kakekomi Onna to Kakedashi Otoko)
- 2016: One Piece Film: Gold (ワンピースフィルムゴールド, Wan Pīsu Firumu Gōrudo) (Carina, Voice)
- 2017: Gukoroku: Traces of Sin (愚行録, Gukoroku)
- 2017: Life and Death on the Shore (海辺の生と死, Umibe no Sei to Shi)
- 2017: Mary and the Witch's Flower (メアリと魔女の花, Meari to Majo no Hana)
- 2022: First Love (First Love 初恋, First Love Hatsukoi)